# Eixarm
Eixarm  és un rés, sol o acompanyat d'un procediment o aplicació de remeis, al que s'atribueixen poders màgics per sanar als malalts. També es poden definir com a fórmules rituals de caràcter màgic-religiós, que de vegades van acompanyades d'oracions, i aplicacions de medicina alternativa, que procuren la curació de malalties.
A diferència de la pregària o oració religiosa que té el caràcter de prec humil a un personatge sagrat sol·licitant protecció i alleujament, els eixarms, igual que els conjurs, tenen major caràcter esotèric, místic i màgic.
Qui ho aplica és denominat eixarmador, també anomenat remeier o xaman.